# Lirone
El lirone (o lira da gamba) és el membre baix de la família de la lira, va ser popular a finals del segle XVI i principis del XVII. És un instrument de corda fregada amb entre 9 i 16 cordes de budell i un mànec amb trasts. Quan es toca, se subjecta entre les cames a la manera d'un violoncel o viola d'arc (da gamba).
S'utilitzava a les òperes i oratoris italians per acompanyar la veu humana, especialment els déus. Com que la lira da gamba no pot tocar la tessitura del baix, hi ha d'haver un instrument baix, com ho són la tiorba, el clavicèmbal o la viola d'arc.
Les fonts descriuen que l'instrument es va utilitzar pel seu so especial, encara que era un instrument imperfecte.

## Descripció
El Grove Dictionary of Music and Musicians descriu el lirone com una versió més gran de la lira da braccio, que té un diapasó ample similar, un pont pla i una caixa de clavilles amb forma de fulla amb clavilles frontals. El seu pont pla permet tocar acords d'entre tres i cinc notes.

## Història
El lirone es va utilitzar principalment a Itàlia durant el final del segle XVI i principis del XVII (i particularment en l'època de Claudio Monteverdi) per proporcionar continu, o harmonia per a l'acompanyament de la música vocal. Va ser utilitzat freqüentment a les esglésies catòliques, especialment pels jesuïtes.

## Intèrprets
Malgrat el ressorgiment de la interpretació d'instruments barrocs durant el segle xx, ben pocs músics toquen el lirone. Els intèrprets més notables de l'instrument inclouen Erin Headley d'Anglaterra, Imke David (Weimar), Claas Harders i Hille Perl d'Alemanya, Annalisa Pappano dels Estats Units, Laura Vaughan d'Austràlia i Paulina van Laarhoven dels Països Baixos.